# 2001 OG109
2001 OG109, também escrito como 2001 OG109, é um objeto transnetuniano (TNO) que está localizado no cinturão de Kuiper, uma região do Sistema Solar. Ele é classificado como um cubewano. O mesmo possui uma magnitude absoluta de 8,1 e tem um diâmetro com cerca de 106 km.

## Descoberta
2001 OG109 foi descoberto no dia 27 de julho de 2001 pelos astrônomos R. L. Allen, G. Bernstein e R. Malhotra.

## Órbita
A órbita de 2001 OG109 tem uma excentricidade de 0,010 e possui um semieixo maior de 43,330 UA. O seu periélio leva o mesmo a uma distância de 42,898 UA em relação ao Sol e seu afélio a 43,762 UA.